# Božje
Božje je naselje v Občini Oplotnica.